# Anisozyga beatrix
Anisozyga beatrix là một loài bướm đêm trong họ Geometridae.